# Richard L. Bare
Richard Leland Bare (* 12. August 1913 in Turlock, Kalifornien; † 28. März 2015 in Newport Beach, Kalifornien) war ein US-amerikanischer Drehbuchautor, Regisseur und TV-Producer.

## Leben

### Ausbildung
Bare besucht die Highschool in Modesto, an der er bereits einen kurzen Western drehte und studierte später Film und Architektur an der University of Southern California. Seine 1932 angefertigte Adaption von Edgar Allan Poes Das ovale Porträt gilt als erster studentischer Film der Universität und gewann den von Warner Bros. mit 400 US$ dotierten Paul Muni Award.

### Karriere
Anfang der 1940er Jahre drehte Bare den Kurzfilm So You Want to Give Up Smoking mit George O’Hanlon in der Hauptrolle des tollpatschigen Joe McDoakes, der von Warner Bros. gekauft und 1942 in die Kinos gebracht wurde. Aufgrund des großen Erfolgs beauftragte Warner ihn mit weiteren Produktionen der Reihe als One-Reeler-Comedyserie. Es erschien noch ein weiterer Film, bevor sowohl Bare als auch O’Hanlon ihre Karriere für den Militäreinsatz im Zweiten Weltkrieg unterbrechen mussten. Nach Kriegsende schloss Bare mit Warner einen Zehnjahresvertrag über weitere Folgen der Serie ab. So entstanden 1947 mit So You Want to Be in Pictures, 1948 mit So You Want to Be on the Radio, und 1950 mit So You Think You’re Not Guilty drei weitere Kurzfilme der Reihe, sowie ein Kurzfilm-Western mit dem Titel The Grass Is Always Greener, die sämtlichst jeweils eine Oscarnominierung erhielten. 1949 inszenierte er außerdem Blondes Gift und Eines Morgens in der Hopkins-Street.
Später führte er Regie für Folgen der Westernserie Maverick, wobei ihm die Entdeckung des Schauspielers James Garner zugeschrieben wird. In
der Serie Twilight Zone zeichnete er unter anderem verantwortlich für die Folge „To Serve Man“ (1962), die als eine der bekanntesten Episoden gilt. 1965 bis 1971 war Bare Regisseur in 166 Folgen der Serie Green Acres. Er übernahm die Serie von Ralph Levy, der in den ersten Folgen versucht hatte, der Serie einen künstlerischen Anspruch zu geben. Bare war dagegen der Ansicht, Kunst sei im Fernsehen fehl am Platz.
Auch für die Serien Route 66, Petticoat Junction (ein Spin-off von Green Acres), Nanny and the Professor, sowie dutzende weitere Fernsehserien war er in einzelnen Folgen als Autor oder Regisseur tätig.
Seine Erfahrungen in Hollywood veröffentlichte er 1971 in dem Buch „The Film Director: A Practical Guide to Motion Picture and Television Techniques“.

### Privatleben
Bare war fünf Mal verheiratet. Die Ehen mit Virginia Carpenter (1941–1946) und den Schauspielerinnen Phyllis Coates (1948–1949), Julie Van Zandt (1951–1957, zwei Kinder) und Jeanne Evans (1957–1965) wurden geschieden.  Mit seiner letzten Frau Gloria (geborene Beutel) war er von 1968 bis zu ihrem Tod 2012 verheiratet.
2015 starb Bare im Alter von 101 Jahren in seinem Haus in Kalifornien.

## Filmografie (Auswahl)
- 1949: Eines Morgens in der Hopkins-Street (The House Across the Street)
- 1950: Fahr zur Hölle (Return of the Frontiersman)